# Earl Catherwood
Pour les articles homonymes, voir Catherwood.
Albert Earl Catherwood (23 mai 1900-25 mars 1988) est un homme politique canadien de l'Ontario. Il est député fédéral progressiste-conservateur de la circonscription ontarienne de Haldimand de 1949 à 1953.

## Biographie
Né à Hagersville (en) en Ontario, Catherwood exerce les positions de préfets du canton de Walpole en 1947 et de conseiller de 1935 à 1943.
Élu en 1949, il ne se représente pas et laisse sa place à John A. Charlton dans la nouvelle circonscription de Brant—Haldimand en 1953.
Il meurt à la Haldimand General Hospital à l'âge de 87 ans.